# تيهومير نايدينوف
تيهومير نايدينوف هو لاعب كرة قدم بلغاري في مركز الوسط، ولد في 25 مارس 1986 في بلغاريا. لعب مع بوتيف فراتسا.

## وصلات خارجية
- تيهومير نايدينوف على موقع قاعدة بيانات كرة القدم.إي يو (الإنجليزية)
- تيهومير نايدينوف على موقع Soccerway.com (الإنجليزية)